# Pares apostòlics
Com a Pares apostòlics es considera a escriptors cristians de finals del segle i i de la primera meitat del segle ii que segons la tradició van conèixer als apòstols de Jesús. Ens han transmès alguns episodis i paraules que, en alguns casos, ells mateixos han rebut per tradició oral o per documents desconeguts. Serien després dels Evangelis, la font escrita més directa de la vida dels primes cristians.
Pares apostòlics són:
- Pàpies de Hieràpolis
- Climent de Roma
- Ignasi d'Antioquia
- Policarp d'Esmirna

## Llista d'obres
- Carta de Diognetus
- Primera Carta de Climent de Roma als Corintis
- Segona Epístola de Climent
- Didakhé
- Carta de Barnabas
- Carta d'Ignasi d'Antioquia als d'Esmirna
- Carta de Policarp
- Carta sobre Policarp Màrtir